# Hybauchenidium
Hybauchenidium Holm, 1973 è un genere di ragni appartenente alla famiglia Linyphiidae.

## Distribuzione
Le quattro specie oggi attribuite a questo genere sono state rinvenute in varie località della regione olartica: Russia, Canada, Alaska, Svezia, Finlandia, Stati Uniti e Groenlandia.

## Tassonomia
Per la definizione dei caratteri peculiari di questo genere sono stati esaminati esemplari della precedente denominazione Oedothorax aquilonaris (L. Koch, 1879).
L'aracnologo Tanasevitch considera la Hybauchenidium ericicola (Simon, 1881) specie valida di questo genere, contra uno studio di Bosmans del 2007 che l'ha spostata al genere Hybocoptus Simon, 1884, con la denominazione Hybocoptus ericicola (Simon, 1881).
A dicembre 2011, si compone di quattro specie secondo Platnick e cinque specie secondo Tanasevitch:
- Hybauchenidium aquilonare (L. Koch, 1879)[3] — Russia, Alaska, Canada
- Hybauchenidium cymbadentatum (Crosby & Bishop, 1935) — USA
- Hybauchenidium ferrumequinum (Grube, 1861) — Svezia, Finlandia, Russia, Canada
- Hybauchenidium gibbosum (Sørensen, 1898) — Russia, Alaska, Canada, USA, Groenlandia

### Sinonimi
- Hybauchenidium dentipalpis (Emerton, 1915); questi esemplari prima ascritto al genere Hybocoptus, a seguito di uno studio di Holm del 1967, poi parzialmente ritrattato in un altro lavoro del 1973, sono posti in sinonimia con H. gibbosum (Sørensen, 1898)[1]
- Hybauchenidium holmi Marusik, 1988; questi esemplari recentemente, a seguito di uno studio dell'aracnologo Tanasevitch del 2010, sono stati riconosciuti in sinonimia con H. aquilonare (L. Koch, 1879)
- Hybauchenidium polaris (Keyserling, 1886); esemplari trasferiti qui dal genere Erigone Audouin, 1826, con la perifrasi nicht zu deuten! = non per suggerire! dell'aracnologo Roewer, sono stati riconosciuti sinonimi di Hybauchenidium aquilonare (L. Koch, 1879), a seguito di un lavoro di Holm del 1970
- Hybauchenidium prodigiale (Holm, 1945); riconosciuti come sinonimi di H. ferrumequinum (Grube, 1861) a seguito di uno studio degli aracnologi Eskov & Marusik del 1994.
- Hybauchenidium septentrionale (Kulczyński, 1908); esemplare trasferito dal genere Gongylidium Menge, 1868 e posto in sinonimia con Hybauchenidium aquilonare (L. Koch, 1879) a seguito di uno studio di Holm del 1960 e dopo essere stato ascritto anche al genere Hybocoptus.

### Specie trasferite
- Hybauchenidium mongolense Heimer, 1987; trasferita al genere Oedothorax Bertkau, in Förster & Bertkau, 1883, con la nuova denominazione Oedothorax mongolensis (Heimer, 1987)[1].